# Gryżyce (Żagań)
Gryżyce (deutsch Greisitz) ist ein Ort in der Landgemeinde Żagań im Powiat Żagański der Woiwodschaft Lebus in Polen.

## Geographische Lage
Gryżyce liegt nördlich der Stadt Żagań am Fluss Bober. Der Ort ist ringsherum von Feldern und Wald umgeben, im Süden befinden sich einige Seen, die von der Bevölkerung Sagans unter anderem als Erholungsorte genutzt werden. Eine Ebene nördlich und östlich des Ortes ist im Zuge des andauernden Kiesabbaus ebenfalls verwässert.

## Geschichte
Bevor Gryżyce nach dem 1945 in das neu geformte Polen eingegliedert wurde, war es unter dem Namen Greisitz Teil des Deutschen Reichs, wo es zur Provinz Niederschlesien gehörte. Der Ort liegt nahe des Wasserkraftwerks Grajówka, welches noch heute als Fußgängerbrücke über den Bober dient. Zu Zeiten des Zweiten Weltkriegs existierte nördlich des Kraftwerks eine zweite Brücke, die jedoch verfiel und von der heute nur noch die Pfeiler zu sehen sind. Damals lag Greisitz an beiden Boberufern, heute existieren nur noch Häuser am Westufer. Der Ort hatte ca. 200 Einwohner und zwei Gaststätten. Gegen Kriegsende wurden die verbliebenen deutschen Einwohner vertrieben und Polen aus den ehemaligen Deutschen Ostgebieten, die an die Sowjetunion abgefallen waren, hierhin zwangsumgesiedelt.
Von 1975 bis 1998 gehörte Gryżyce zur Woiwodschaft Zielona Góra, welche dann zu großen Teilen im Zuge einer neuen Gebietsreform in die Woiwodschaft Lebus überführt wurde.
Heute ist Gryżyce ein Dorf in weitgehend marodem Zustand. Die wenigen Einwohner leben in Armut und haben keinen stabilen Zugang zu Trinkwasser. 2024 berichtete der polnische Nachrichtensender TVP3 über die prekären Zustände im Ort.

## Persönlichkeiten

### Söhne und Töchter des Ortes
- Heinz Wolfram (1935–2022), Eisschnellläufer und Eislauftrainer
- Hermann Streit (1909–1996), SED-Funktionär

### Mit dem Ort verbundene Persönlichkeiten
- Flora Zenker (1870–1916), Malerin, wuchs in Greisitz auf